# 처키 앳킨스

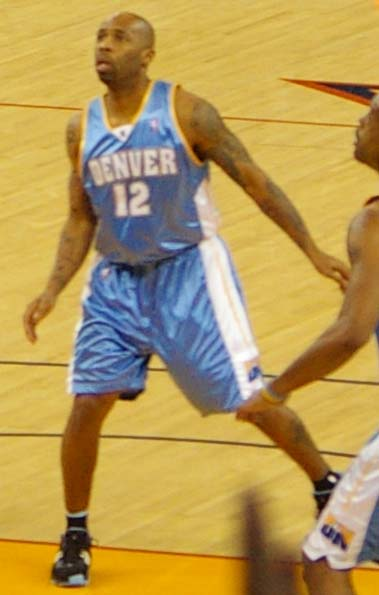

처키 앳킨스(Chucky Atkins, 본명: 케네스 라본 "처키" 앳킨스, Kenneth Lavon "Chucky" Atkins, 1974년 8월 14일 ~ )는 미국의 전직 프로 농구 선수로, 그의 경력 전반에 걸쳐 9개의 서로 다른 NBA 팀에서 뛰었다.

## 경력
- 1996-1997: 라크로스 밥캣츠
- 1997-1999: 시보나 자그레브
- 1999-2000: 올랜도 매직
- 2000-2004: 디트로이트 피스톤스
- 2004년: 보스턴 셀틱스
- 2004-2005: 로스앤젤레스 레이커스
- 2005-2006: 워싱턴 위저즈
- 2006-2007: 멤피스 그리즐리스
- 2007-2009: 덴버 너게츠
- 2009년: 오클라호마시티 썬더
- 2009-2010: 디트로이트 피스톤스

앳킨스는 1992년부터 1996년까지 사우스 플로리다 대학교에서 대학 농구를 했다. 2020년 11월 기준 그는 여전히 3개의 팀 기록을 보유하고 있다. 그는 USF 체육 명예의 전당 회원이다.
앳킨스는 1996년 NBA 드래프트에서 드래프트되지 않았다. 1996~97년에 그는 현재는 없어진 CBA의 라크로스 밥캣츠에서 뛰었고, 1997년부터 1999년까지 크로아티아의 시보나 자그레브 클럽에서 뛰기 위해 해외로 나갔다.
앳킨스는 1999년 자신의 고향인 올랜도 매직에서 NBA 경력을 시작하여 즉각적인 영향력을 발휘하여 82경기 모두에 출전하고 경기당 평균 9득점과 4어시스트를 기록했다. 다음 해 매직은 사인 앤 트레이드 거래로 올랜도에 인수된 스타 포워드 그랜트 힐을 위해 앳킨스와 센터 벤 월리스를 디트로이트 피스톤스로 넘겼다. 2004년 앳킨스는 애틀란타 호크스와의 3개 팀 계약으로 보스턴 셀틱스에 인수되어 마이크 제임스와 래시드 월리스를 디트로이트로 보내 피스톤스가 2004 NBA 결승전에서 우승하도록 도왔다.